# Kalendarium paryskie
Kalendarium paryskie (łac. Calendarium Parisiense) – średniowieczny, zdobiony manuskrypt francuski z XIV w., zawierający kalendarz liturgiczny, przechowywany Bibliotece Narodowej w Warszawie. 

## Historia
Manuskrypt powstał prawdopodobnie w trzeciej ćwierci XIV wieku w jednym ze skryptoriów paryskich (według informacji na stronie Polony około 1350–1400). Księga została przywieziona do Polski w 1. połowie XVIII w. przez Józefa Andrzeja Załuskiego. Po przejęciu Biblioteki Załuskich przez Rzeczpospolitą król Stanisław August Poniatowski ufundował skórzaną oprawę z królewskim superekslibrisem oraz inskrypcją „PATRIAE PATRIS STANISLAI AUGUSTI CURA ET LIBERALITATE REGIA MDCCLXXV”. Po upadku powstania kościuszkowskiego manuskrypt wraz z Biblioteką Załuskich przewieziony został do Petersburga. Przez pewien czas przechowywany był w Ermitażu. Na mocy traktatu ryskiego powrócił do Polski i trafił do zbiorów Biblioteki Narodowej. W 1939 przewieziono go do Kanady, skąd powrócił po dwudziestu latach. Manuskrypt jest dostępny on-line w Cyfrowej Bibliotece Narodowej „Polona”. Od 2024 manuskrypt prezentowany jest na wystawie stałej w Pałacu Rzeczypospolitej.

## Opis
Manuskrypt, spisany na pergaminie, ma wymiary 24,5x18cm (wg informacji na stronie Polony 25x18cm). Składa się z 6 kart głównych (12 stron) i II dodatkowych (według informacji na stronie Polony 7 + V kart).
Na początku każdej strony umieszczony jest łaciński tekst pisany heksametrem, zawierający informacje o dniach ferialnych według tradycji rzymskiej, a także dotyczące liczby dni, długości nocy i dni danego miesiąca. Informacje umieszczone są w czterech kolumnach (pierwsza – dni kalendarza astronomicznego według cyklu księżycowego, druga – dni tygodnia kalendarza kościelnego z wyróżnionymi niedzielami, trzecia i czwarta – kalendy, nony i idy kalendarza juliańskiego), zaś w piątek kolumnie wymienione są święta kościelne i imiona świętych. Imiona świętych, zwłaszcza czczonych szczególnie w Paryżu, wyróżnione są kolorem złotym. Teksty zapisano gotycką minuskułą kaligraficzną, czarnym atramentem, złotem płatkowym, ultramaryną, różowym karminem i czerwienią cynobrową.
Każda strona otoczona jest bordiurą, złożoną z listewek i wyrastających z nich złotych listków głogu. W dolnych marginesach bordiury umieszczone są po dwa medaliony, ukazujące m.in. zajęcia typowe dla danej pory roku (w sumie 24 medaliony).
Manuskrypt był początkiem większej całości, prawdopodobnie brewiarza. Zalicza się do najpiękniej zdobionych francuskich rękopisów średniowiecznych w zbiorach Biblioteki Narodowej.

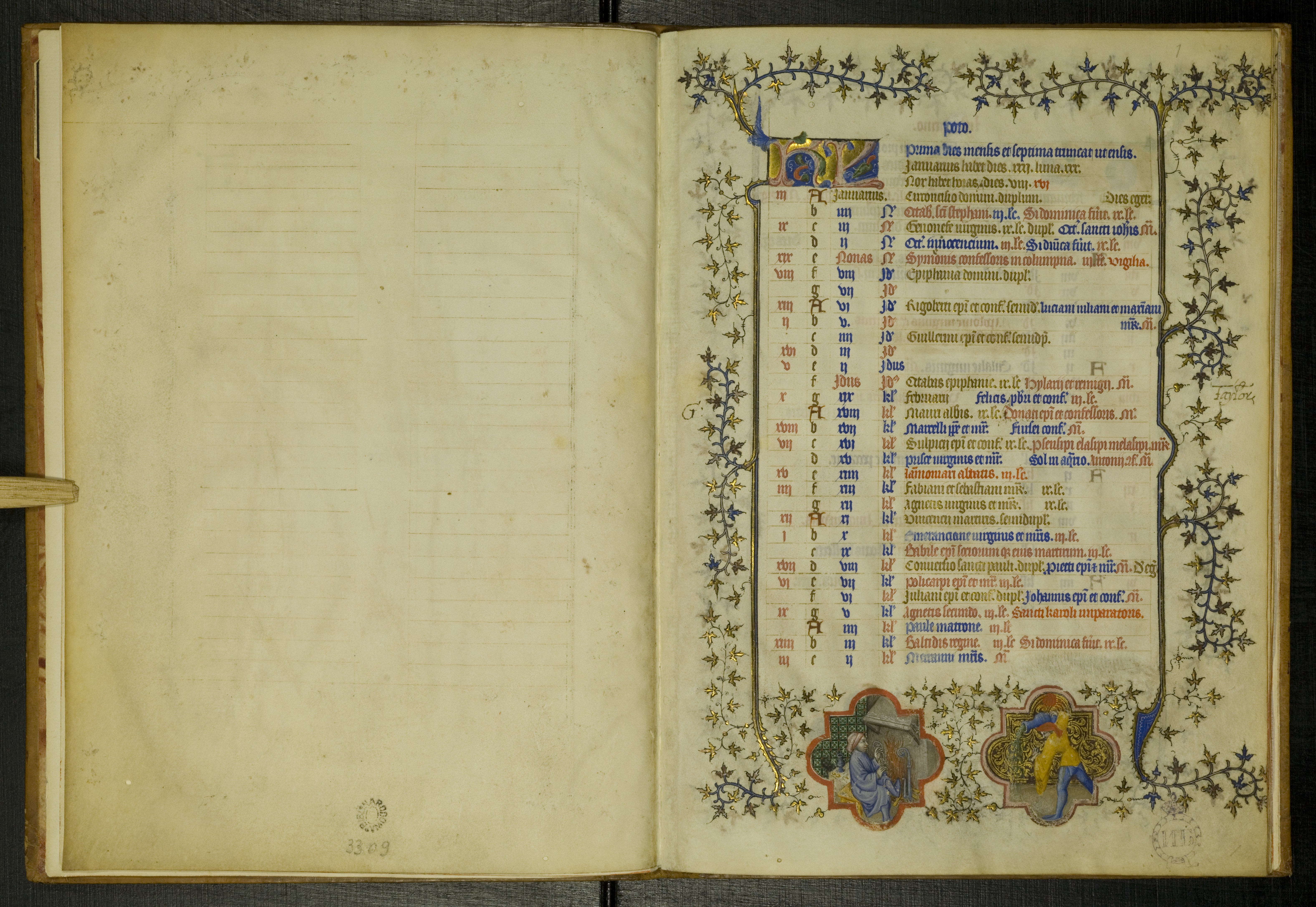
Karty Iv-1r – styczeń
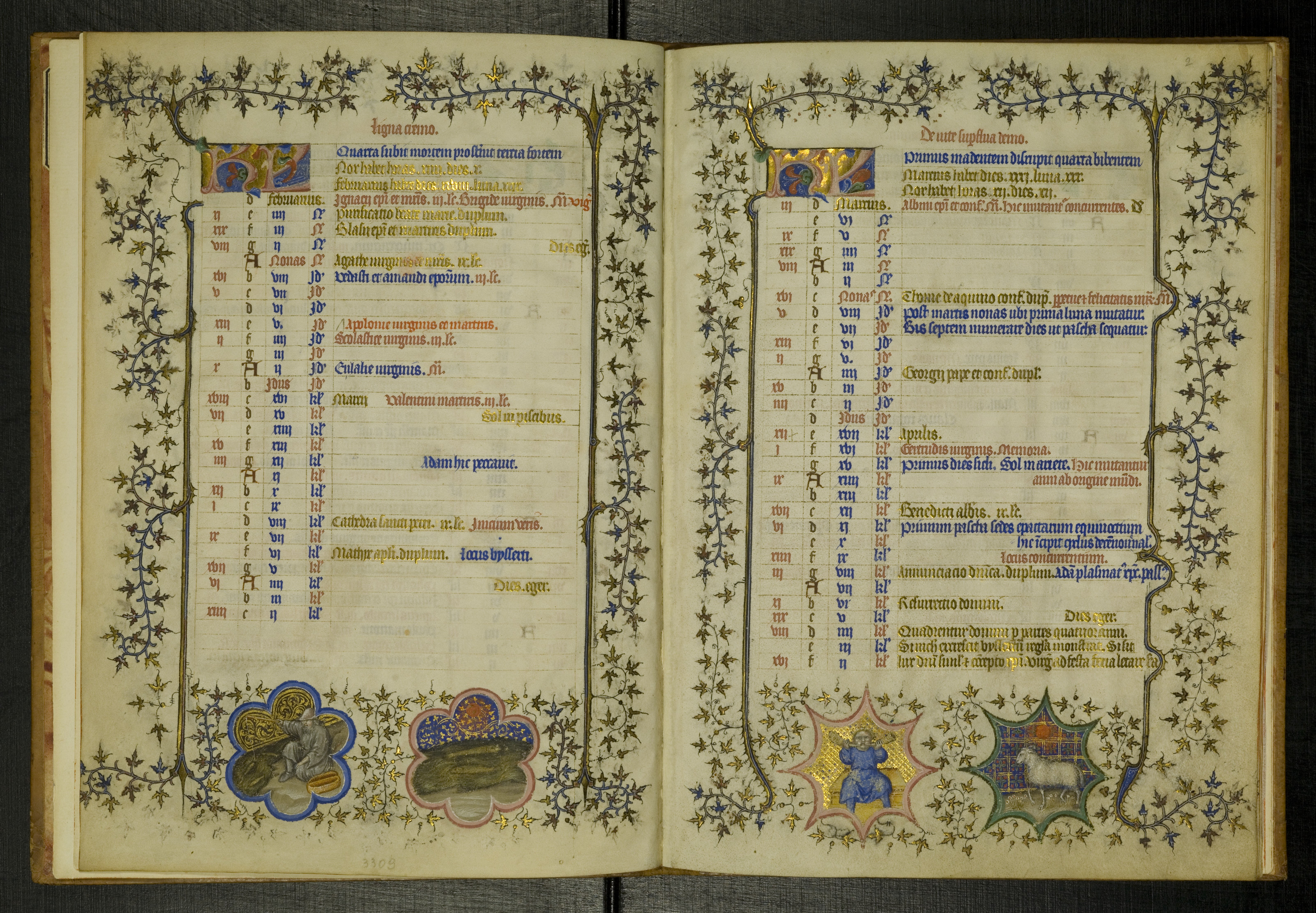
Karty 1v-2r – luty, marzec
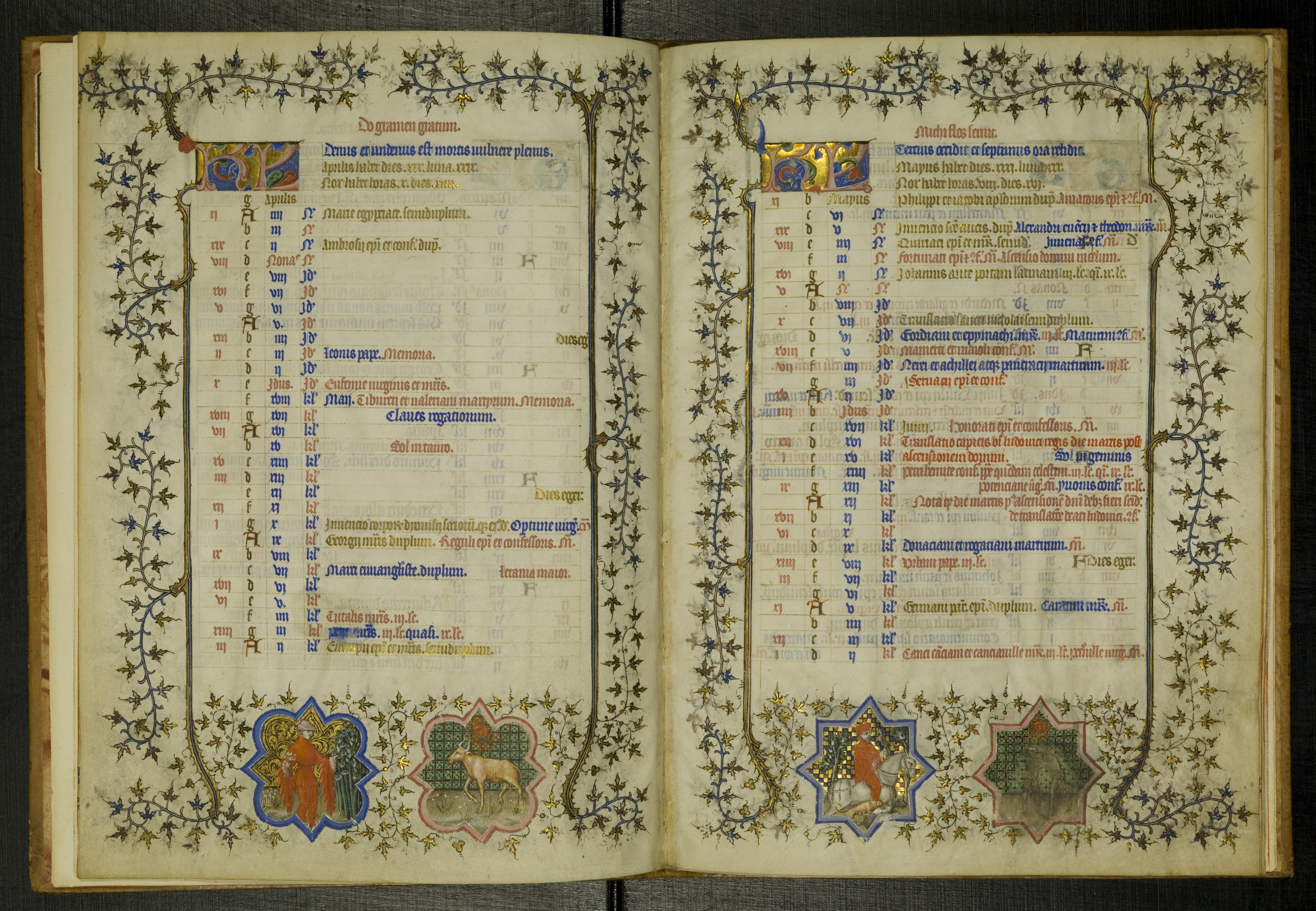
Karty 2v-3r – kwiecień, maj
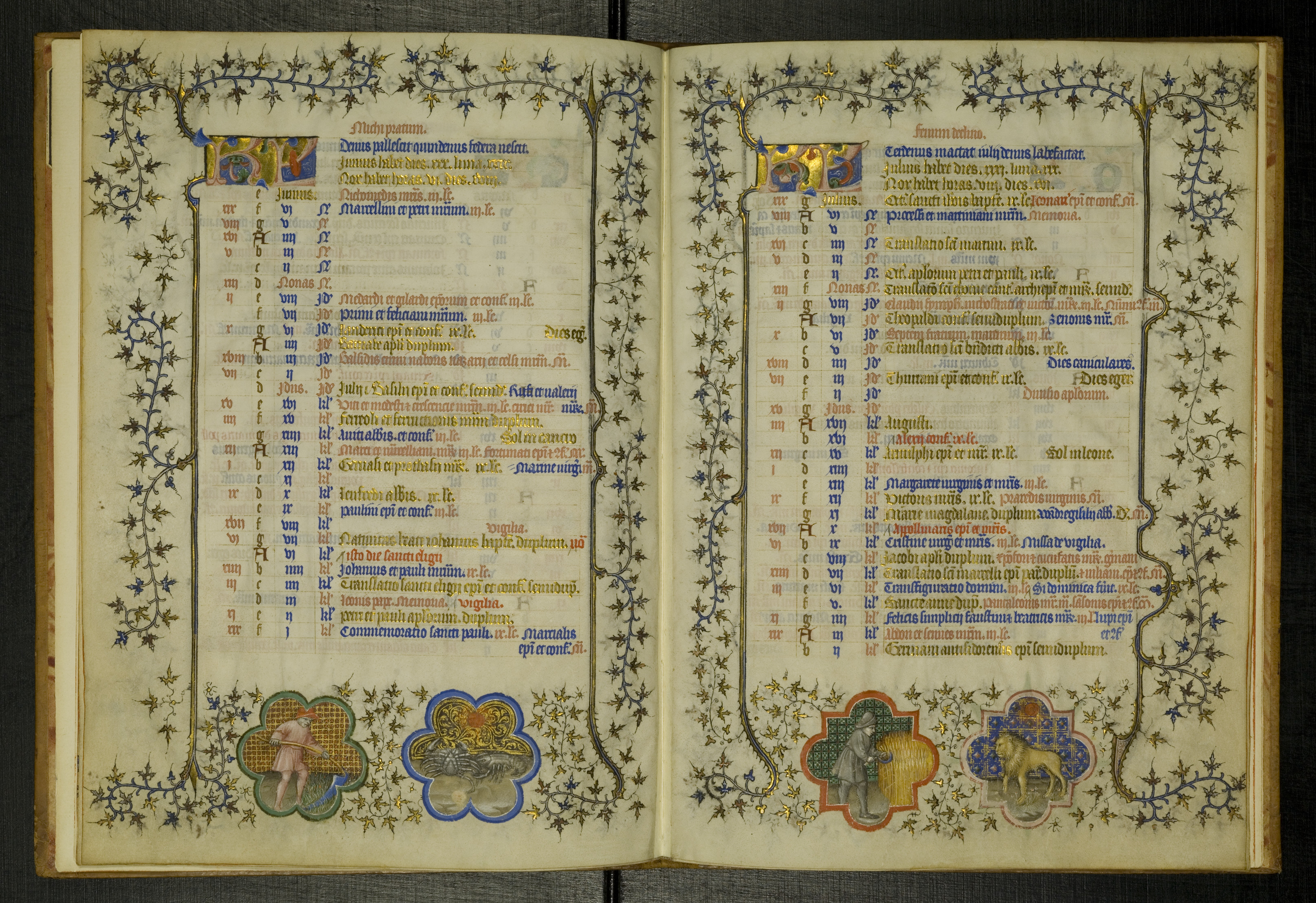
Karty 3v-4r – czerwiec, lipiec
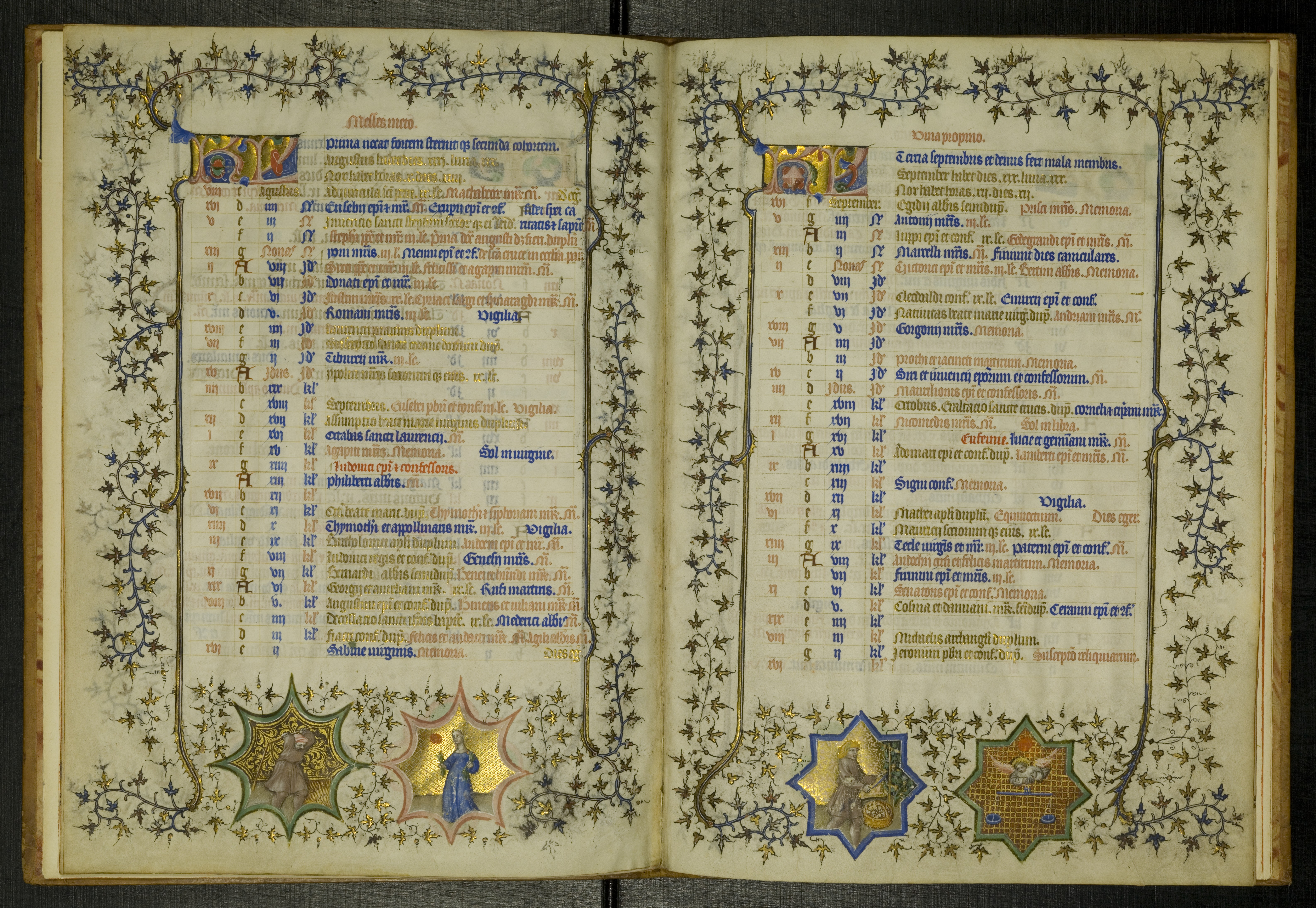
Karty 4v-5r – sierpień, wrzesień
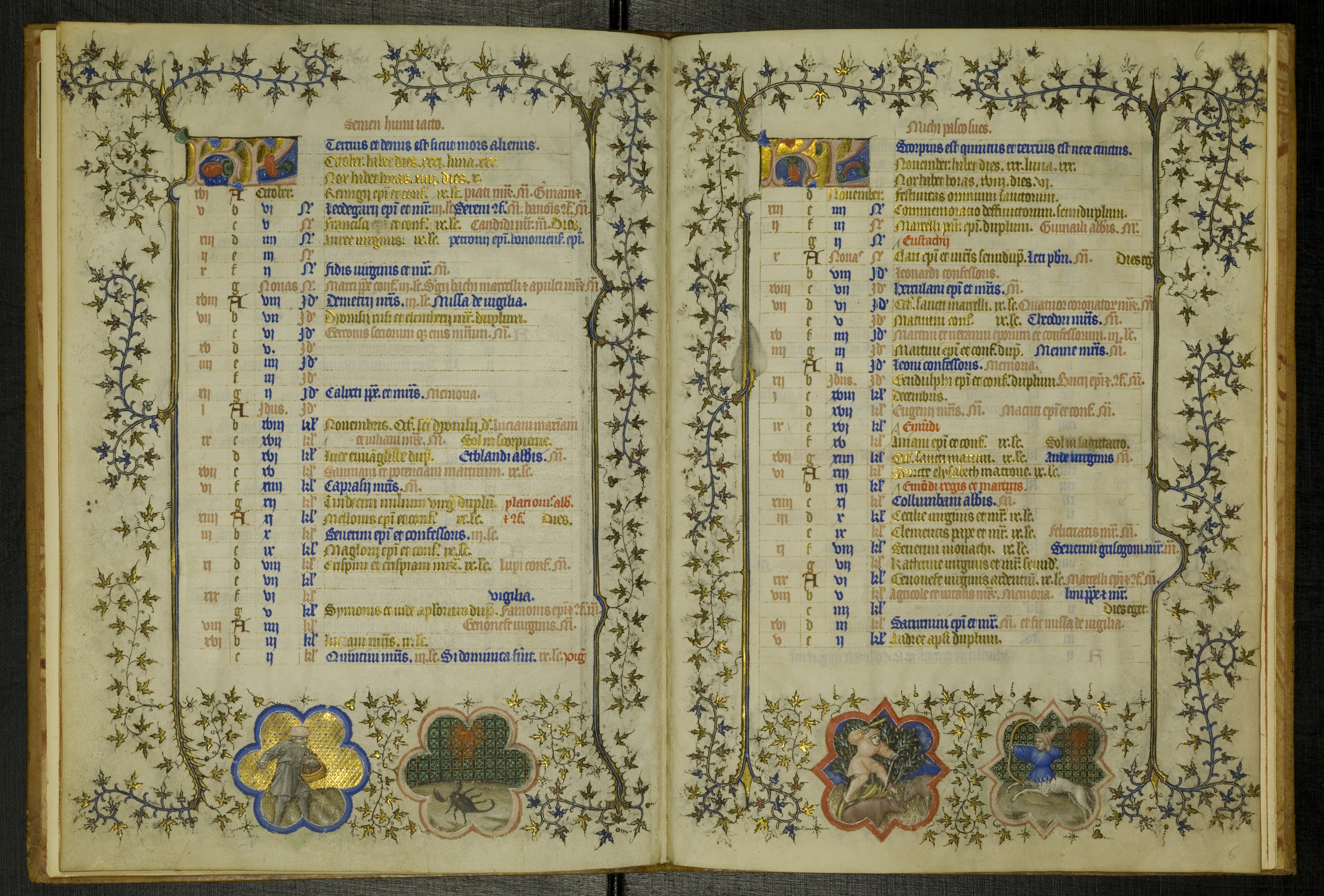
Karty 5v-6r – październik, listopad
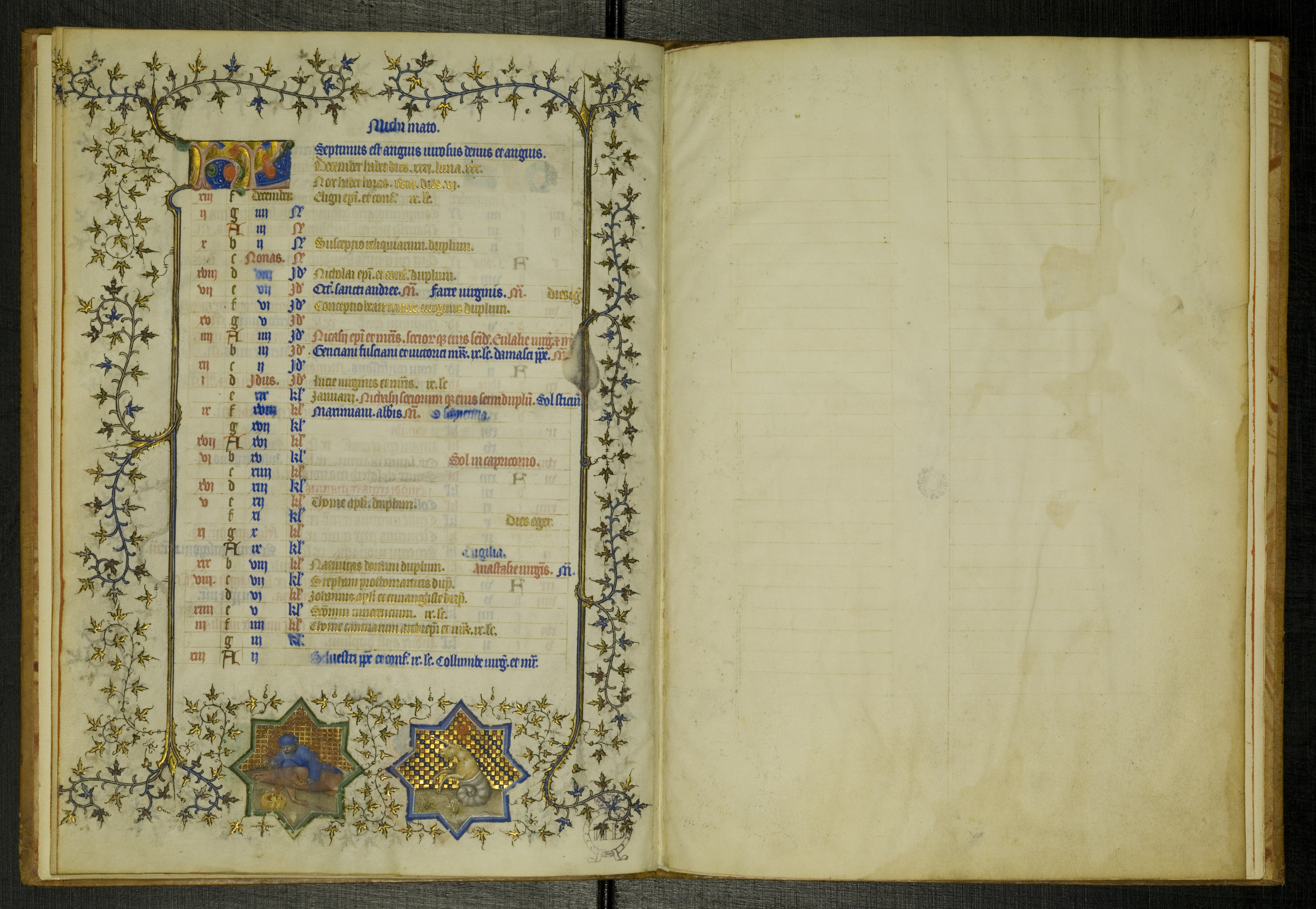
Karty 6v-7r – grudzień